# Северо-западный майду
Северо-западный майду (Concow, Concow-Maidu, «Digger», Holólupai, Konkau, Konkow, Maiduan, Meidoo, Michopdo, Nákum, Northwestern Maidu, Secumne, Sekumne, Tsamak, Yuba) - почти исчезнувший майдуанский язык, на котором говорит народ майду, который проживает в деревне Оровилл на реке Физер, в округах Бутте и Юба штата Калифорния в США. Данная разновидность отличается от других майдуанских разновидностей. Почти всё население перешло на английский язык.
У северо-западного майду было 9 диалектов: бидуэлл-бар, микчопдо (мечупда), немсу, отаки, пулга, физер-фоллс, челлендж, чероки и эскени.